# Cédric Kipré
Cédric Kipré (París, Francia, 9 de diciembre de 1996) es un futbolista marfileño. Juega de defensa y su equipo es el Ipswich Town F. C. de la EFL Championship.

## Trayectoria
Formado en las inferiores del Paris Saint-Germain, se unió al Leicester City en 2014, donde formó parte del equipo juvenil. En 2015 fue enviado a préstamo al Corby Town de la National League North, donde jugó sus primeros tres encuentros como sénior.
Tras ser liberado de Leicester, fichó por el Motherwell F. C. escocés en julio de 2017. Hizo su debut profesional el 15 de julio ante el Queen's Park F. C. en la Copa de la Liga, donde anotó el cuarto gol de la victoria por 5-1.
El Wigan Athletic lo fichó el 3 de agosto de 2018. Jugó dos temporadas en la EFL Championship.
El 4 de septiembre de 2020 se unió al West Bromwich Albion, firmando un contrato por cuatro años. En su nuevo club, fue enviado a préstamo al Charleroi S. C., y para la temporada 2022-23 fue cedido al Cardiff City F. C.
El 24 de julio de 2024 fue fichado por el Stade de Reims por tres campañas. Sin embargo, tras la primera de ellas regresó a Inglaterra después de ser cedido al Ipswich Town F. C.

## Selección nacional
Nacido en Francia de padres marfileños, Kipré puede jugar internacionalmente por Costa de Marfil.
Debutó por la selección de fútbol sub-23 de Costa de Marfil el 27 de marzo de 2018 ante Togo.

## Clubes
| Club                          | País       | Año       |
| ----------------------------- | ---------- | --------- |
| Leicester City F. C.          | Inglaterra | 2014-2017 |
| Corby Town F. C. (préstamo)   | Inglaterra | 2015      |
| Motherwell F. C.              | Escocia    | 2017-2018 |
| Wigan Athletic F. C.          | Inglaterra | 2018-2020 |
| West Bromwich Albion F. C.    | Inglaterra | 2020-2024 |
| Charleroi S. C. (préstamo)    | Bélgica    | 2021      |
| Cardiff City F. C. (préstamo) | Gales      | 2022-2023 |
| Stade de Reims                | Francia    | 2024-     |
| Ipswich Town F. C. (préstamo) | Inglaterra | 2025-     |

## Vida personal
Su hermano Steve también es futbolista profesional.